# 湖下三間樓仔
湖下三間樓仔，是座落於中華民國福建省金門縣金寧鄉湖浦村的洋樓群，2004年12月15日指定為金門縣歷史建築。

## 沿革
金和發公司於1945年成立，該公司位於湖下聚落排仔路經營油輪運輸業務。由楊鴻禮、楊清淹和楊英舉三人共同經營，主要從福建漳州和石碼之間進行貨運運輸，將竹器和木材運回金門進行銷售。也在當地被稱為「湖峰三公司」。隨著業務成功，他們在致富後於1947年至1949年興建了三座洋樓，每座洋樓都分配給其中一人使用。但在完工後沒多久，該建築群則成為國軍駐紮地點，並在823砲戰中遭到擊中。
當前三座建築中，其中44號閒置；45號被作為住宅居住使用；46號則為倉庫。當前因欠缺人為維護因素，建築外牆上設有多處滲漬，部份結構木樑和樓板出現了受潮及破壞情況。

## 建築設計
三間樓仔原為三幢五腳基洋樓，並在後期增建附屬建築物，建築底部採石磚鋪設，頂部塗抹了灰泥；附屬建築的材料包括石磚、空心磚和簡易混凝土。在立面特徵上則設有使用洗石子的角隅。 
其中，三座洋樓均採硬山擱檁的承重牆構造系統。附屬建築和附屬結構也使用硬山擱檁的承重牆構造，以及簡易鋼筋混凝土結構。洋樓二樓設有拱廊，山牆設有圓形窗戶。兩座建築的拱廊上方有刻有「清白世冑」（44號）和「宏農衍派」（45號）字樣。

## 外部連結
- 湖下三間樓仔-金門觀光旅遊網 （页面存档备份，存于）